# کنراد گسنر (دوچرخه‌سوار)
کنراد گسنر (انگلیسی: Konrad Geßner؛ زادهٔ ۲۵ دسامبر ۱۹۹۵ ‏(۲۹ سال)) دوچرخه‌سوار اهل آلمان است.